# シチジル酸
シチジル酸（シチジルさん、cytidylic acid）は、リン酸とリボースとシトシンが結合した有機化合物。シチジン一リン酸（cytidine monophosphate、CMP）ともいう。リボース部位上のどのヒドロキシ基にリン酸が結合しているかによって、2'-シチジル酸、3'-シチジル酸、5'-シチジル酸 (2'-CMP、3'-CMP、5'-CMP) の3種類の構造異性体がある。通常5'-体はナンバリングを省略して記載されるので、CMPと表記される。CMP はリボ核酸 (RNA) を構成するヌクレオチドである。

## 食品添加物
5'-シチジル酸は、旧厚生省告示の既存添加物名簿に収載されている、食品添加物である。強化剤として使用される。母乳中に含まれ、免疫力の向上、発育促進の効果がある事が分かっているため、乳児用粉ミルクにも添加されている。ナトリウム塩として添加される場合もある。

## 製法
一般的に、ビール酵母などの酵母菌を塩水で煮て得られた、核酸を豊富に含む抽出物を、酵素で加水分解した後にヌクレオチドの種類毎に分離する方法が用いられる。